# Žalec község
Žalec község (szlovén nyelven Občina Žalec) Szlovénia 212 alapfokú közigazgatási egységének, azaz községének egyike a Savinjska statisztikai régióban. Adminisztratív központja Žalec város. A település jelenlegi formájában 1998. augusztus 7-én jött létre, amikor a korábbi nagyobb Žalec községet hat kisebb községre osztották fel. A község a történelmi szlovén Stájerország (Štajersko) régió része. 

## A községhez tartozó települések

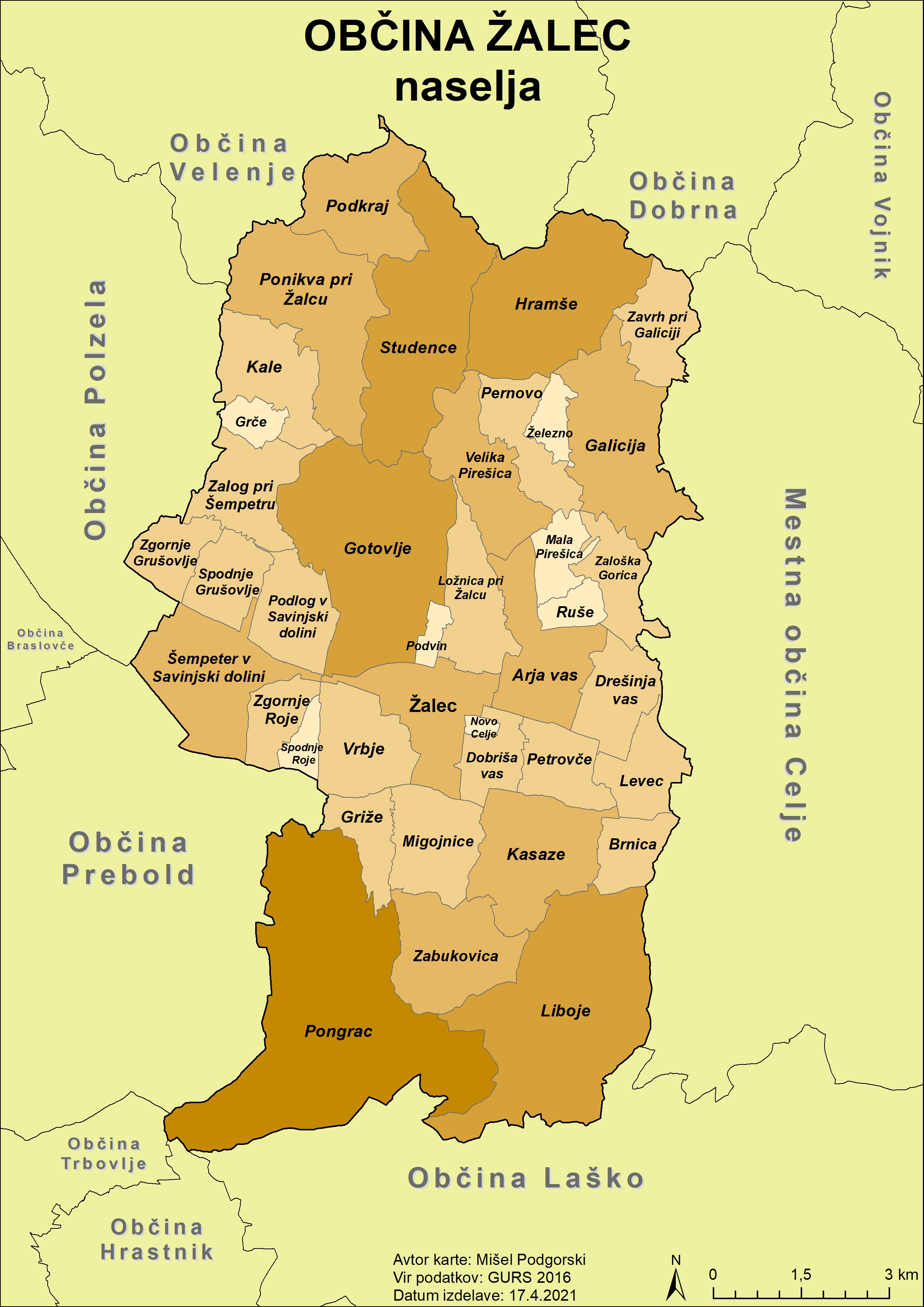
A község falvai

A községhez Žalec székhelyen kívül a következő települések tartoznak:
- Arja Vas
- Brnica
- Dobriša Vas
- Drešinja Vas
- Galicija
- Gotovlje
- Grče
- Griže
- Hramše
- Kale
- Kasaze
- Levec
- Liboje
- Ložnica pri Žalcu
- Mala Pirešica
- Migojnice
- Novo Celje
- Pernovo
- Petrovče
- Podkraj
- Podlog v Savinjski Dolini
- Podvin
- Pongrac
- Ponikva pri Žalcu
- Ruše
- Šempeter v Savinjski Dolini
- Spodnje Grušovlje
- Spodnje Roje
- Studence
- Velika Pirešica
- Vrbje
- Zabukovica
- Zalog pri Šempetru
- Zaloška Gorica
- Zavrh pri Galiciji
- Železno
- Zgornje Grušovlje
- Zgornje Roje

## Népesség
| Lakosok száma | 21 183 | 21 307 | 21 503 | 21 521 | 21 399 | 21 329 | 21 269 | 21 263 | 21 425 | 21 557 |
|               | 2008   | 2009   | 2011   | 2012   | 2013   | 2015   | 2016   | 2017   | 2019   | 2020   |